# Paradoxe stabilité/instabilité
 (octobre 2020).

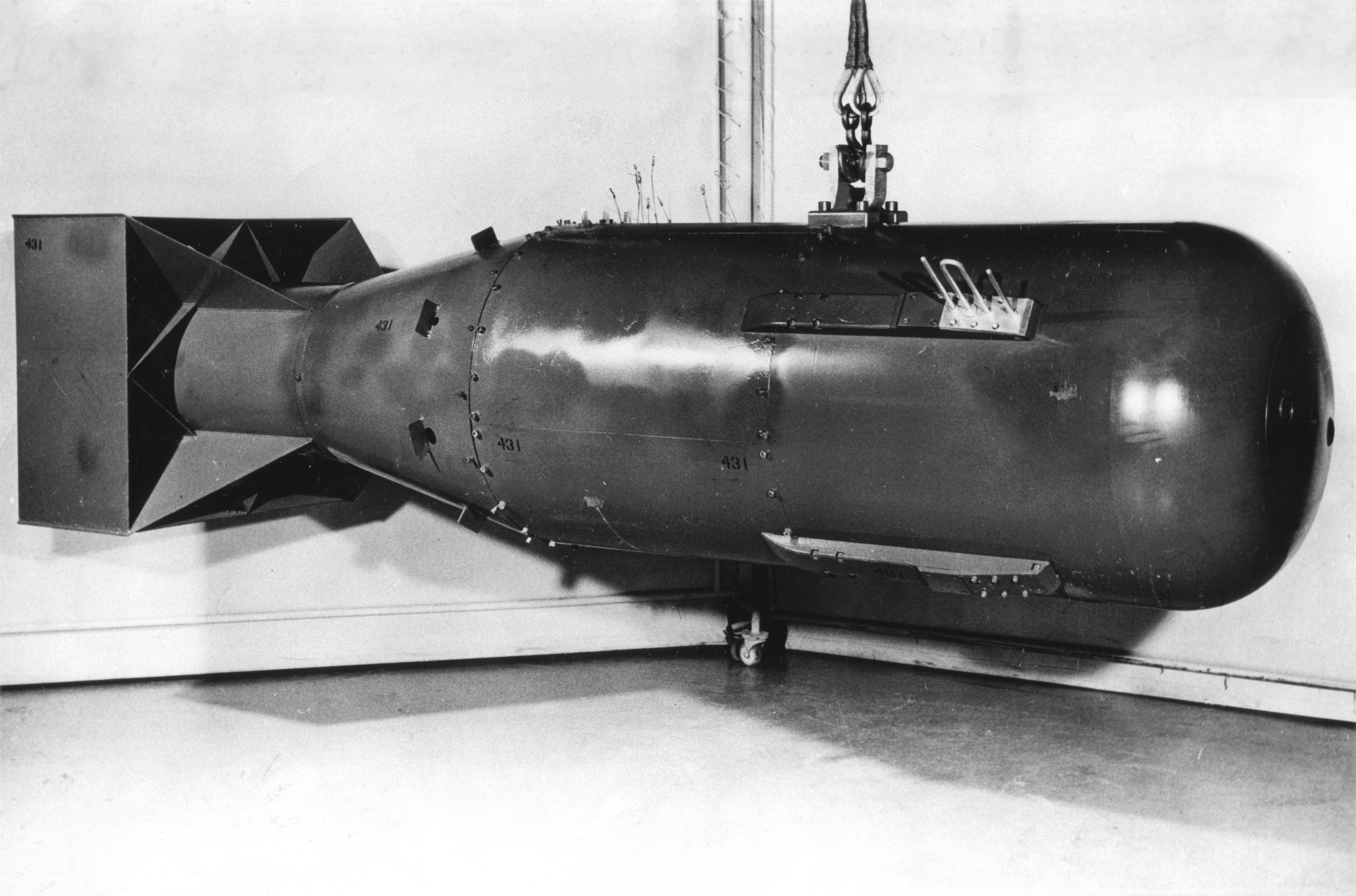
Photographie d'une bombe atomique Little Boy, du même type que celle larguée sur Hiroshima, au Japon en août 1945, ayant amené à la capitulation du Japon.

Le paradoxe stabilité / instabilité est une théorie des relations internationales concernant l'effet des armes nucléaires et la destruction mutuellement assurée. Elle postule que lorsque deux pays possèdent chacun des armes nucléaires, la probabilité d'une guerre existentielle entre eux diminue considérablement, mais la probabilité de conflits mineurs ou indirects augmente. En effet, les acteurs rationnels veulent éviter les guerres nucléaires et donc ne déclenchent pas de conflits majeurs et ne permettent pas aux conflits mineurs de dégénérer en conflits majeurs. Cependant, cette improbabilité d'escalade permet de s'engager en sécurité dans des conflits de plus faible intensité. Par exemple, pendant la guerre froide, les États-Unis et l'Union soviétique ne se sont jamais engagés dans la guerre mais ont mené des guerres par procuration en Corée, au Vietnam, en Angola, au Moyen-Orient, au Nicaragua et en Afghanistan, et ils ont dépensé des sommes substantielles d'argent et de main-d'œuvre pour gagner des influences sur le tiers monde.
Une étude publiée dans le Journal of Conflict Resolution en 2009 a évalué quantitativement l'hypothèse de la paix nucléaire et a corroboré l'existence du paradoxe stabilité / instabilité. L'étude détermina que si les armes nucléaires favorisent la stabilité stratégique et empêchent les guerres à grande échelle, elles permettent simultanément des conflits de moindre intensité. De plus entre deux États en conflit, si l'un d'eux dispose de l'arme nucléaire mais pas son adversaire, les risques de guerre sont plus grands,. 
Cet effet peut être observé dans les relations Inde-Pakistan et, dans une certaine mesure, dans les relations Russie-OTAN.

## Mécanisme
Le paradoxe stabilité-instabilité postule que "les deux parties, dans un conflit, considéreront de manière rationnelle le risque d'échange nucléaire comme insoutenable, et éviteront ainsi toute escalade des conflits sous-stratégiques au niveau stratégique. Ce "plafond" efficace à l'escalade des conflits sous-stratégiques encourage les États à s'engager dans un tel conflit avec la certitude qu'il ne dérapera pas et ne menacera pas leurs intérêts stratégiques. 
L'augmentation des conflits sous-stratégiques serait causé par la reconnaissance mutuelle de l'insoutenabilité du conflit au niveau des intérêts stratégiques (dû au risque de destruction mutuelle). Les intérêts stratégiques formant la "ligne rouge" qu'aucune des parties n'oserait franchir, les deux parties seraient libres de poursuivre des objectifs politiques sous-stratégiques par le biais d'un conflit militarisé sans craindre que le conflit ne dégénèrent au-delà de leur contrôle et ne mettent en péril leurs intérêts stratégiques. Le risque d'escalade incontrôlée étant supprimé, les coûts nets liés à l'engagement d'un conflit sont réduits.

## Hypothèses
L'une des principales hypothèses du concept est que tous les acteurs sont rationnels et que cette rationalité implique d'éviter une destruction complète. Or, par exemple, la deuxième partie de l'hypothèse peut être remise en question en imaginant une nation théocratique dont les dirigeants croient en l'existence d'une vie après la mort, qu'ils supposent bien meilleure que la vie actuelle. Ce lien entre certaines croyances religieuses et la politique des armes de destruction massive a été souligné par certains athées afin de souligner les dangers perçus des sociétés théocratiques.